# Abstrakte

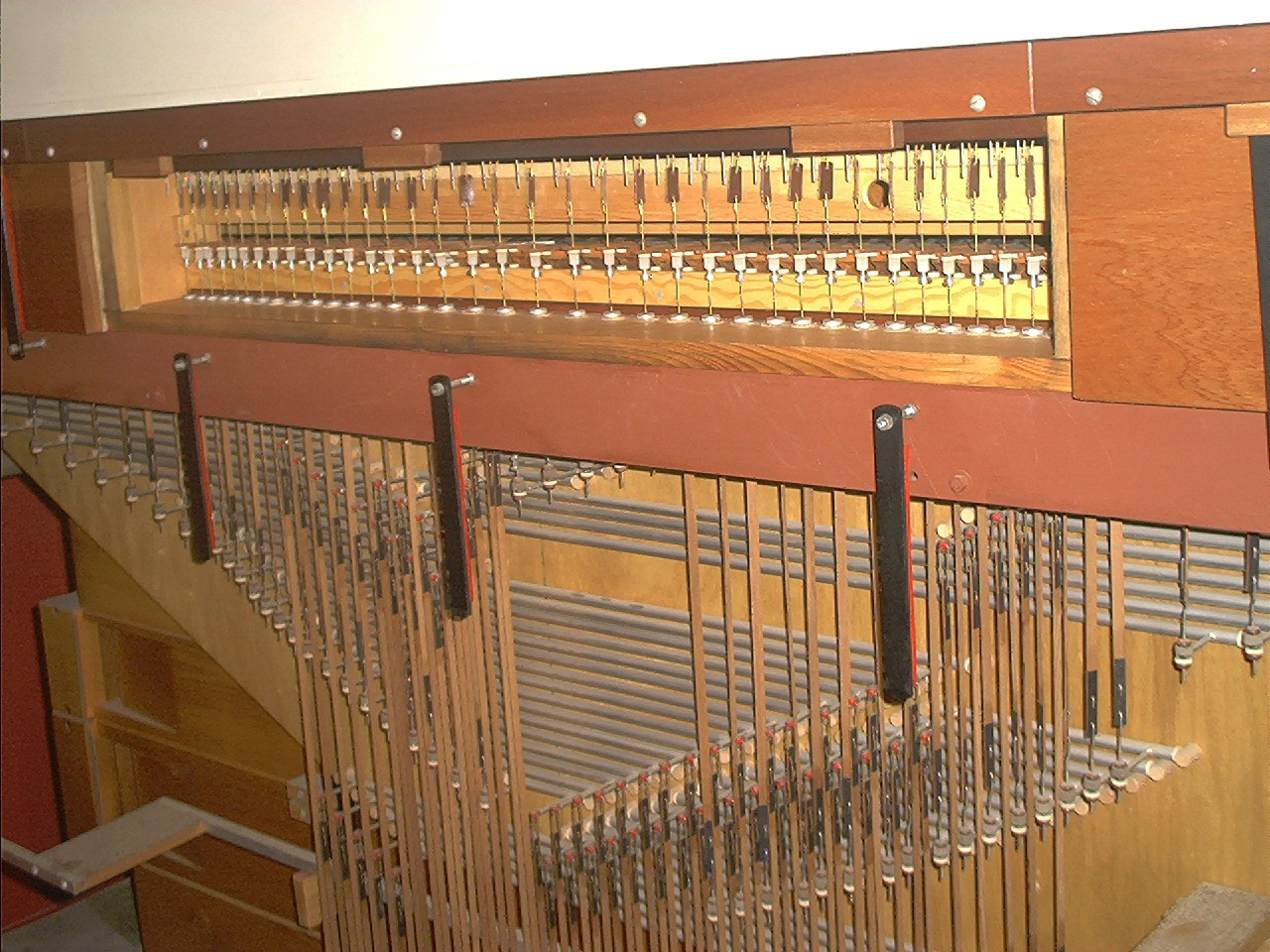
Abstrakten, Wellenbrett und geöffnete Windlade einer mechanischen Spieltraktur (1982)

Abstrakten übertragen bei einer mechanischen Spieltraktur einer Orgel den Tastendruck zu den Ventilen des Instrumentes.

## Funktion
Die Abstrakte wird durch das Drücken einer Taste bewegt und bringt so die Kraft des Fingers, meist zusätzlich übertragen durch Winkelhebel oder über die Wellen des Wellenbretts, von der Taste im Spieltisch zum Ventil in der Windlade. Dieses Ventil öffnet sich, kontrollier- und spürbar für den Spieler, und der Ton erklingt. Aufgrund ihres geringen Querschnitts können Abstrakten dabei nur Zug- und keine Druckkräfte übertragen.

## Werkstoffe
Eine Abstrakte soll möglichst leicht (geringe Wichte) und zugfest sein. Daher wird das dünne Bauteil meist aus Holz, bei kleinen Instrumenten aus Metall gefertigt. Heute werden bei längeren Trakturwegen auch Abstrakten aus Carbon eingesetzt.

## Besonderheiten
Insbesondere bei sehr hohen Orgeln, Fensterorgeln (eine Orgel, die optisch ein Fenster umgibt) und mechanisch spielbaren Fernorgeln müssen sehr lange Abstrakten verwendet werden, die Längen von 10 m und darüber erreichen können. Einzigartig ist die Doppelorgel (Hauptorgel und Schwalbennestorgel) in St. Kilian in Bedheim mit über 20 m langen Abstrakten.